# Régimen FIES
El régimen FIES (sigla de fichero de internos de especial seguimiento, cuya abreviatura es FF. II. E. S.) es una serie de medidas utilizadas por la Administración penitenciaria española, consistentes en un mayor control y vigilancia, según el tipo de delito cometido, su trayectoria penitenciaria o su integración en organizaciones criminales, con objeto de ejercer un control que se adecue a las complejas fórmulas delictivas existentes con potencialidad para desestabilizar el orden de la prisión.

## Creación y evolución legal
Su origen está en los planes de intervención que se diseñaron en 1989 para los internos pertenecientes a bandas terroristas. En su creación definitiva, durante el tercer Gobierno de Felipe González (PSOE) y José Luis Corcuera Cuesta como ministro de Interior, por circular de 6 de marzo de 1991 de la Dirección General de Instituciones Penitenciarias se ampliaron a otros internos. Se empezaron a aplicar con regularidad a partir de 1996, cuando se aprobó la Instrucción 21/1996 de 16 de diciembre.
En varios autos de la Audiencia Provincial de Madrid se discutió la regulación de los FIES y su legalidad. A partir del Auto 271/2001 del 9 de febrero de 2001, se consideró que dichos ficheros eran lícitos. Desde su regulación en la instrucción 21/1996, el FIES ha experimentado los siguientes cambios; la eliminación de una parte del subapartado B.1.A.13 que restringía la duración máxima de las visitas de convivencia a tres horas, pasando a ser seis; el cambio del nombre de la categoría FIES 2 Narcotraficantes a FIES 2 Delincuencia Organizada; la eliminación de algunos tipos de delincuentes incluidos en la categoría FIES 5 y la inclusión de otros nuevos.
En mayo de 2009, la Sentencia del Tribunal Supremo 2555/2009, de 17 de marzo, declaró nula de pleno derecho el apartado Normas de seguridad, control, prevención de incidentes relativas a internos muy conflictivos o inadaptados en el cual se incluía la regulación de los FIES porque «excede del cometido y finalidad de los denominados reglamentos administrativos o de organización para adentrarse en el ámbito reservado a la ley y a sus reglamentos ejecutivos, rodeados estos de unas garantías en su elaboración y requisitos de publicidad de los que aquella carece».
A pesar de la sentencia que lo ilegalizaba, en 2011, con la reforma del Reglamento Penitenciario propulsado por el Gobierno de José Luis Rodríguez Zapatero (PSOE) se creó la cobertura reglamentaria en el Real Decreto 419/2011, de 25 de marzo, para los FIES debido a que, según lo publicado en el Boletín Oficial del Estado, «su legitimidad había sido parcialmente cuestionada hasta la fecha». De esta forma se habilitaba a la Administración penitenciaria a que pudiera  «establecer ficheros de internos» que tuvieran como finalidad «garantizar la seguridad y el buen orden del establecimiento, así como la integridad de los internos».

## Categorías
Dentro del régimen FIES existen diferentes categorías. Cada una aglutina a un colectivo de presos diferente, dependiendo principalmente de los delitos o infracciones del recluso. Las cinco categorías son:
- FIES 1 CD (control directo). Internos considerados especialmente conflictivos y peligrosos, que han protagonizado alteraciones regimentales muy graves dentro de la prisión o en los traslados, poniendo en peligro la vida o integridad de funcionarios, autoridades, otros internos o personal ajeno a la institución.
- FIES 2 DO (delincuencia organizada). Personas condenadas o procesadas por pertenencia o colaboración con organizaciones delictivas nacionales o extranjeras cuya finalidad sea la obtención de beneficios económicos. Por ejemplo, narcotráfico, blanqueo de dinero o tráfico de personas.
- FIES 3 BA (bandas armadas). Todos los pertenecientes a banda armada o grupos terroristas, y los encarcelados por vinculación con dichos grupos. Normalmente los miembros de ETA se incluyen en el FIES 3.[9]
- FIES 4 FS (fuerzas de seguridad y funcionarios de II. PP.). Reclusos que hayan sido miembros de las fuerzas de seguridad o del sistema penitenciario.[10] En este caso se les aplica el régimen FIES para protegerlos del resto de presos y evitar peleas o agresiones.[11]
- FIES 5 CE (características especiales). Esta categoría incluye diversos tipos de internos: vinculados a la delincuencia común de tipo internacional; autores de delitos muy graves que hayan generado una importante alarma social; pertenecientes o vinculados a grupos violentos de carácter racista o xenófobo; internos que, sin estar procesados o condenados por terrorismo islamista, destaquen por su fanatismo radical afín al ideario terrorista, y por liderar o integrar grupos de presión o captación en el centro penitenciario; también los condenados por el Tribunal Penal Internacional y los que colaboraron con la justicia contra bandas terroristas u otras organizaciones criminales. Hasta el 2006 también se incluían los internos del FIES 1 que evolucionaban favorablemente y los condenados por negarse a cumplir el servicio militar o la prestación social sustitutoria.

Los ficheros almacena los datos siguientes: datos de filiación, datos penales y procesales, datos penitenciarios, incidencias protagonizadas por el interno y su actividad delictiva, además de las comunicaciones con el exterior. Dicha información se recibe desde el expediente, informes profesionales y otros informes de los centros penitenciarios, de otras unidades de la Dirección General de Instituciones Penitenciarias (hoy día Secretaría General de Instituciones Penitenciarias) y de otras instancias ajenas a la institución penitenciaria.

## Características del régimen FIES
Las principales características de los presos incluidos en el FIES son las siguientes, aunque pueden variar dependiendo de la categoría en cuestión:

### Datos recopilados sobre el recluso
A los presos incluidos en el FIES se les recopilan y almacenan los siguientes datos para ejercer un mayor control sobre ellos y su entorno y así recopilar toda la información posible:
- Intervención de las comunicaciones escritas (se fotocopian los escritos y el anverso y reverso del sobre, es decir, se identifica el destinatario de cada escrito), que se remitirán mensualmente a la Coordinación de Seguridad.
- Intervención motivada de las comunicaciones orales (se graba la conversación en cualquier soporte, especificando fecha, nombres y apellidos de los comunicantes, su DNI y el parentesco), que se remitirán al día siguiente de su grabación. Mensualmente se envía a la Coordinación de Seguridad el desglose mensual de comunicaciones orales intervenidas, con las especificaciones anteriores (fecha, nombres, DNI y parentesco).
- Intervención motivada de revistas, libros, periódicos... cuando carezcan de depósito legal, o bien sean considerados por la Dirección del Centro Penitenciario como atentatorios contra la seguridad del establecimiento. Los originales intervenidos se enviarán a la Coordinación de Seguridad, especificando remitente, destinatario, título de la obra, autor y editorial.
- Observación y anotación diaria por parte de los funcionarios del módulo de todas las actividades que realiza el interno (compañeros, paseos, lecturas, destino, etc.).
- Las propuestas de licenciamiento (cumplimiento) de condena, y de conclusión del expediente de libertad condicional. Es decir, las propuestas para finalizar la relación con la institución penitenciaria y con la sentencia judicial condenatoria.
- Las excarcelaciones, por traslado a otra prisión o a un hospital.
- Los ingresos producidos por traslado, sea en tránsito hacia otra prisión o definitivo en el mismo centro penitenciario.
- Toda modificación de las situaciones procesales, penales o penitenciarias.
- Los acuerdos que sobre el recluso hayan tomado los órganos colegiados, y las decisiones de los órganos unipersonales. Es decir, lo relativo a las sanciones y su cancelación, los destinos dentro de prisión, los méritos y recompensas, las intervenciones de las comunicaciones (orales, escritas o telefónicas), las clasificaciones y las sanciones consistentes en una estancia en régimen cerrado.
- Las comunicaciones con los abogados, y los nombres de estos.
- Cualquier incidente en el régimen penitenciario, o la sospecha de que pueda producirse.
- La participación en actividades programadas por el centro penitenciario.
- Las solicitudes de permisos de salida, antes de que las estudie el equipo técnico. Se ha de indicar el domicilio en el que se residiría en caso de obtener el permiso de salida.
- Resoluciones del Juzgado de Vigilancia Penitenciaria por quejas, siempre que éstas puedan afectar al régimen penitenciario.
- Cualquier otra información.

### Restricciones
Algunas de las restricciones que se les aplican son las siguientes:
- En caso de requerir una consulta médica en el exterior, se ha de solicitar autorización a la Dirección del centro penitenciario. Si la consulta va a ser en el interior de la prisión, se exigen los nombres de los facultativos que van a asistir.
- Normas específicas de control en los traslados.
- Cambio constante de centro penitenciario, sin tener en cuenta la vinculación familiar del Preso a una ciudad determinada.
- Al interno no se le aplicará la libertad condicional a las dos terceras partes de la condena, como correspondería por su buen comportamiento y la ausencia de partes, sino a las tres cuartas partes de la condena.
- Registros frecuentes de su celda.
- Imposibilidad de compartir celda con otros presos.
- Prohibición de participar en algún tipo de trabajo, taller o curso.
- Prohibición de tener más de dos libros y más de dos prendas de vestir. En algunos centros, se les da una única prenda.
- A los que se les aplica el Régimen cerrado, deben alimentarse dentro de la celda y solo pueden salir al patio dos horas al día.
- En algunos casos, la celda del preso no tiene muebles.

Además, los internos pertenecientes a la categoría FIES 1 (peligrosas o conflictivas) tienen controles y restricciones adicionales:
- Requisa cada dos semanas de todas las dependencias de la prisión, y diaria y selectivamente, la de espacios ocupados o transitables por estos reclusos.
- Inspecciones oculares periódicas para los clasificados en primer grado o en aislamiento (cada menos de una hora por las noches).
- Informes diarios de los jefes de servicio acerca de los cacheos realizados, su actitud ante ellos y las relaciones con otros internos.
- Periódicos cambios de celda.

## Críticas al FIES
Existen colectivos y personas a título individual que afirman la inconstitucionalidad del régimen FIES, lo consideran una tortura y castigo añadido a los presos y promueven su eliminación, como Cruz Negra Anarquista, el grupo antimilitarista alicantino Tortuga, RASH Madrid, el grupo de música Sin Dios, la web anarquista A las barricadas, o Pilar Hermoso, la abogada de la familia del periodista José Couso, muerto durante la invasión de Irak de 2003. Diversos presos incluidos en el FIES lo han criticado:
1. Xosé Tarrio González, en su libro Huye, hombre, huye,[15] quien ha descrito este régimen como "una cárcel dentro de la propia cárcel".[16]
2. Amadeu Casellas, que denunció torturas bajo el régimen FIES en el proyecto Aplicación legal desplazada #3: FIES escrito por Nuria Güell.[17][18]

Antimilitaristas críticos con el FIES afirman que los presos pertenecientes a la cuarta categoría (fuerzas de seguridad y funcionarios) suelen ser tratados mejor que el resto.
Tras la ilegalización del FIES por parte del Tribunal Supremo, varios colectivos declararon que esta decisión judicial no iba a suponer el fin de las pésimas condiciones de vida de muchos presos sometidos al mismo.